# Damflagermus
Damflagermusen (Myotis dasycneme) er en flagermusart, som tilhører familien barnæser. I Danmark findes damflagermusen hovedsageligt i Midt- og Østjylland, den er set på Bornholm, i Sydsjælland og på Falster, men der er sandsynligvis tale om besøg fra Sverige eller Baltikum.
Damflagermusen er på EF-Habitatdirektivets Bilag II og IV, hvilket betyder at den kræver så streng beskyttelse, at Danmark skal udpege habitatområder. Damflagermusen er også omfattet af Flagermus-aftalen, og derudover er damflagermusen fredet i Danmark.
Den er overvåget i NOVANA.
Hensynet til damflagermusen betød at Planklagenævnet og Miljø- og Fødevareklagenævnet i november 2020 ophævede Aalborg og Vesthimmerlands Kommuners tilladelse til opførelsen af en vindmøllepark på Nørrekær Enge.